# Mataas na Kahoy
Mataasnakahoy (Bayan ng Mataasnakahoy) är en kommun i Filippinerna. Kommunen ligger på ön Luzon, och tillhör provinsen Batangas. Folkmängden uppgår till 27 177 invånare.

## Barangayer
Mataasnakahoy är indela i 16 barangayer.
| - Barangay I (Pob.) - Barangay II (Pob.) - Barangay III (Pob.) - Barangay IV (Pob.) - Bayorbor - Bubuyan - Calingatan - Kinalaglagan | - Loob - Lumang Lipa - Manggahan - Nangkaan - San Sebastian - Santol - Upa - Barangay II-A (Pob.) |